# 28ª edizione del Guksu femminile
La 28ª edizione del Guksu femminile si è disputata dal 14 agosto al 22 dicembre 2023, e ha visto la sesta vittoria, seconda consecutiva, di Choi Jeong.
Organizzato dal quotidiano economico sudcoreano Korea Economic Daily e sponsorizzato da BnBK, la competizione vede la partecipazione di 16 goiste a un torneo a eliminazione diretta con finale al meglio dei tre incontri e quattro ore di tempo per ogni finalista.

## Tabellone
Gli ottavi di finale si sono disputati tra il 14 agosto e il 6 settembre.
I quarti di finale si sono disputati tra il 7 settembre e il 12 ottobre.
Le due semifinali si sono disputate il 25 e 26 ottobre.
|  | Ottavi di finale  | Ottavi di finale  | Ottavi di finale |  |  | Quarti di finale  | Quarti di finale  | Quarti di finale |     |                   | Semifinali        | Semifinali        | Semifinali |  |  | Finale | Finale | Finale |
|  |                   |                   |                  |  |  |                   |                   |                  |     |                   |                   |                   |            |  |  |        |        |        |
|  | Cho Seung-a 6d    |                   |                  |  |  |                   |                   |                  |     |                   |                   |                   |            |  |  |        |        |        |
|  | Heo Seo-hyun 4d   | Heo Seo-hyun 4d   | B+1,5            |  |  | Heo Seo-hyun 4d   | Heo Seo-hyun 4d   |                  |     |                   |                   |                   |            |  |  |        |        |        |
|  | Park Soyul 3d     | Park Soyul 3d     |                  |  |  | Kim Chae-yeong 8d | Kim Chae-yeong 8d | N+0,5            |     |                   |                   |                   |            |  |  |        |        |        |
|  | Kim Chae-yeong 8d | Kim Chae-yeong 8d | B+R              |  |  |                   |                   |                  |     | Kim Chae-yeong 8d | Kim Chae-yeong 8d | N+R               |            |  |  |        |        |        |
|  | Lee Min-jin 8d    | Lee Min-jin 8d    | B+R              |  |  |                   | O Yu-jin 9d       | O Yu-jin 9d      |     |                   |                   |                   |            |  |  |        |        |        |
|  | Ko Mi-so 1d       | Ko Mi-so 1d       |                  |  |  | Lee Min-jin 8d    | Lee Min-jin 8d    |                  |     |                   |                   |                   |            |  |  |        |        |        |
|  | O Yu-jin 9d       | O Yu-jin 9d       | N+R              |  |  | O Yu-jin 9d       | O Yu-jin 9d       | X                |     |                   |                   |                   |            |  |  |        |        |        |
|  | Kim Eun-sun 6d    | Kim Eun-sun 6d    |                  |  |  |                   |                   |                  |     |                   | Kim Chae-yeong 8d | Kim Chae-yeong 8d | 1          |  |  |        |        |        |
|  | Kim Joo-a 3d      | Kim Joo-a 3d      | B+R              |  |  |                   | Choi Jeong 9d     | Choi Jeong 9d    | 2   |                   |                   |                   |            |  |  |        |        |        |
|  | Kim Kyeon-geun 4d | Kim Kyeon-geun 4d |                  |  |  | Kim Joo-a 3d      | Kim Joo-a 3d      |                  |     |                   |                   |                   |            |  |  |        |        |        |
|  | Kim Da-young 5d   | Kim Da-young 5d   |                  |  |  | Cho Hye-yeon 9d   | Cho Hye-yeon 9d   | B+R              |     |                   |                   |                   |            |  |  |        |        |        |
|  | Cho Hye-yeon 9d   | Cho Hye-yeon 9d   | N+R              |  |  |                   |                   |                  |     | Cho Hye-yeon 9d   | Cho Hye-yeon 9d   |                   |            |  |  |        |        |        |
|  | Kim Min-seo 3d    | Kim Min-seo 3d    |                  |  |  |                   | Choi Jeong 9d     | Choi Jeong 9d    | N+R |                   |                   |                   |            |  |  |        |        |        |
|  | Choi Jeong 9d     | Choi Jeong 9d     | B+R              |  |  | Choi Jeong 9d     | Choi Jeong 9d     | B+R              |     |                   |                   |                   |            |  |  |        |        |        |
|  | Kim Hyeoi-min 9d  | Kim Hyeoi-min 9d  | N+R              |  |  | Kim Hyeoi-min 9d  | Kim Hyeoi-min 9d  |                  |     |                   |                   |                   |            |  |  |        |        |        |
|  | Jeong Yoo-jin 4d  |                   |                  |  |  |                   |                   |                  |     |                   |                   |                   |            |  |  |        |        |        |

### Finale
Per Choi Jeong si tratta della settima finale consecutiva del Guksu, impresa di rilievo, in quanto a differenza di altri tornei, nel Guksu femminile la detentrice del titolo inizia dagli ottavi di finale; Choi ha vinto cinque delle precedenti sei finali. Per Kim Chae-yeong, invece, si tratta della terza finale del Guksu, dopo la vittoria nel 2014 e il secondo posto nel 2017.
| Giocatrice        | Partita 1 14 dicembre | Partita 2 15 dicembre | Partita 3 22 dicembre | Totale |
| ----------------- | --------------------- | --------------------- | --------------------- | ------ |
| Kim Chae-yeong 8d | N+R                   |                       |                       | 1      |
| Choi Jung 9d      |                       | N+R                   | N+R                   | 2      |